# Марина Ераковић
Марина Ераковић (6. март 1988, Сплит, СФРЈ) је бивша новозеландска професионална тенисерка српског порекла. Најбоља позиција на ВТА листи је 39. место, а у категорији парова 25. место.

## Каријера
Ераковићева је професионалну каријеру почела 2004. године. Одиграла је само један турнир у Велингтону и стигла је до полуфинала. Почетком 2005. године освојила је титуле у Варнамабулу и Јаравонгу, а после пласмана у полуфинале турнира у Фукуоки ушла је у најбољих 300 тенисерки света. Добијањем специјалне позивнице за турнир у Окланду дебитује на ВТА турнирима.
У 2006. години побеђује на три ИТФ турнира, што јој омогућује пласман у првих 200.
Године 2007. је пет пута играла у главном жребу ВТА турнира, и победила је и на два ИТФ турнира у Аустралији.
На почетку сезоне 2008. је у Окленду елиминисала Елен Бери, Ешли Харклроуд и Веру Звонарјову, а у полуфиналу је изгубила од Араван Резај. Био је то први пут од 1990. године да је једна новозеландска тенисерка догура до полуфинала на неком ВТА турниру. Од тада је постала релативно редован учесник на главној сцени – из квалификација је стигла до полуфинала на турниру у Мемфису, затим до трећег кола у Мајамију. На Ролан Гаросу је био њен деби на гренд слем турнирима, где је у другом колу изгубила од Јелене Јанковић. На Вимблдону је победила Михаелу Крајичек и Јулију Гергес, али изгубила у трећем колу
Ераковићева је играла у Фед куп репрезентацији Новог Зеланда од 2004-2006. Била је и члан тима Новог Зеланда на Олимпијским играма 2008 у Пекингу.

### Пласман на ВТА листи на крају сезоне
| Година  | 2005 | 2006 | 2007 | 2008 | 2009 | 2010 | 2011 | 2012 | 2013 |
| Пласман | 213  | 160  | 161  | 60   | 232  | 324  | 61   | 66   | 47   |

## Резултати Марине Ераковић

### Победе у финалу појединачно (0)
Ниједна
| Бр. | Датум | Турнир | Категорија | $ | Подлога | Противница | Резултат |
| --- | ----- | ------ | ---------- | - | ------- | ---------- | -------- |

### Порази у финалу појединачно (0)
Ниједан

### Порази у финалу у пару (1)
| Бр. | Датум    | Турнир                 | Катего- рија | Наградни фонд $ | Подлога      | Противници                 | Партнерка Резултат |          |
| --- | -------- | ---------------------- | ------------ | --------------- | ------------ | -------------------------- | ------------------ | -------- |
| 1   | 19/05/08 | Истанбул куп, Истанбул | III          | 200000          | Земља (отв.) | Џил Крејбас Олга Говорцова | Полона Херцог      | 6-1, 6-2 |

### Учешће наГренд слемтурнирима

#### Појединачно
| Гренд Слем турнири |     |     |     |     |     |     |     |     |     |       |
| Аустралиан Опен    |     |     | КВ  | КВ  | 2К  | 2К  | КВ  | 2К  | 2К  | 2–4   |
| Ролан Гарос        |     | КВ  | КВ  | 2К  |     |     | 1К  | 1К  | 3К  | 3–4   |
| Вимблдон           |     |     | КВ  | 3К  |     | КВ  | 2К  | 2К  | 3К  | 6–4   |
| Ју-Ес Опен         | КБ  |     | КБ  | 1К  |     |     | 1К  | 1К  | 1К  | 0–4   |
| Поб-Пор            | 0–0 | 0–0 | 0–0 | 3–3 | 1–1 | 0–1 | 1–3 | 2–4 | 4–4 | 11–16 |

### Парови
| Гренд Слем турнири |     |     |     |     |     |     |     |     |     |       |
| Аустралиан Опен    |     |     |     |     | 1К  | 1К  | 1К  | 1К  | 1К  | 0–5   |
| Ролан Гарос        |     |     |     | 2К  |     |     |     | 1К  | ЧФ  | 4–3   |
| Вимблдон           |     |     |     | 1К  |     | 1К  | ПФ  | 3К  | 2К  | 7–5   |
| Ју-Ес Опен         |     |     |     | ЧФ  |     |     | 1К  | 1К  | 3К  | 5–4   |
| Поб-Пор            | 0–0 | 0–0 | 0–0 | 4–3 | 0–1 | 0–2 | 4–3 | 2–4 | 6–4 | 16–17 |